# Gary Cornish
Gary Cornish (* 10. April 1987 in Inverness, Schottland) ist ein britischer Boxer im Schwergewicht.

## Amateur
Bei den Amateuren war der 2,01 m große Cornish ungeschlagen.

## Profi
Seinen Debütkampf bei den Profis gewann er in der internationalen Hotelkette Radisson Blu in der größten Stadt Schottlands Glasgow gegen seinen Landsmann Howard Daley durch technischen K. o. in Runde 2. Am 23. Mai 2015 trat er gegen den Ungarn Zoltan Csala um den vakanten Interkontinental-Titel des unbedeutenden Verbandes IBO an und schlug ihn durch T.-K.-o. in Runde vier. Cornish hatte nun eine makellose Bilanz (21-0-0) und boxte im November desselben Jahres gegen den Olympiasieger von 2012 im Superschwergewicht Anthony Joshua. In diesem Kampf ging es um den WBC-International- sowie den vakanten Commonwealth-Titel. Cornish war chancenlos und verlor bereits in der ersten Runde durch T.-K.-o.